# Ferdinand Schörner
Ferdinand Schörner (12. června 1892 Mnichov – 2. července 1973 Mnichov) byl německý voják, od prosince 1941 generál a od dubna 1945 polní maršál wehrmachtu za druhé světové války. Byl oblíbencem Adolfa Hitlera, který jej ve své závěti vybral jako nástupce vrchního velitele všech armád. Tuto funkci teoreticky zastával až do kapitulace Německa 7. a 8. května 1945. Jako velitel prošel válkou na východní frontě, na Balkáně a severu Finska. Od února 1945 velel skupině armád Střed (Mitte) na území Protektorátu Čechy a Morava. Byl nositelem mnoha vyznamenání, mimo jiné Pour le Mérite a Rytířského kříže s dubovými ratolestmi, meči a brilianty.

## Životopis

### Mládí
Narodil se 12. června 1892 v Mnichově, v tehdejším Bavorském království. Do bavorské armády vstoupil v říjnu 1911 jako roční dobrovolník u bavorského pluku Leib Regiment. V listopadu 1914 byl poručíkem v zálohě. Během první světové války mu byl udělen vojenský řád Pour le Mérite, když se zúčastnil bitvy u Caporetta, kde Čtyřspolek na podzim roku 1917 rozdrtil italské linie. Mezi oběma válkami sloužil v Reichswehru jako štábní důstojník a instruktor. V roce 1923 byl adjutant generála Otto von Lossowa, velitele Wehrkreis VII (vojenského okruhu) v Mnichově, přičemž se podílel na porážce Pivního puče.

### Druhá světová válka

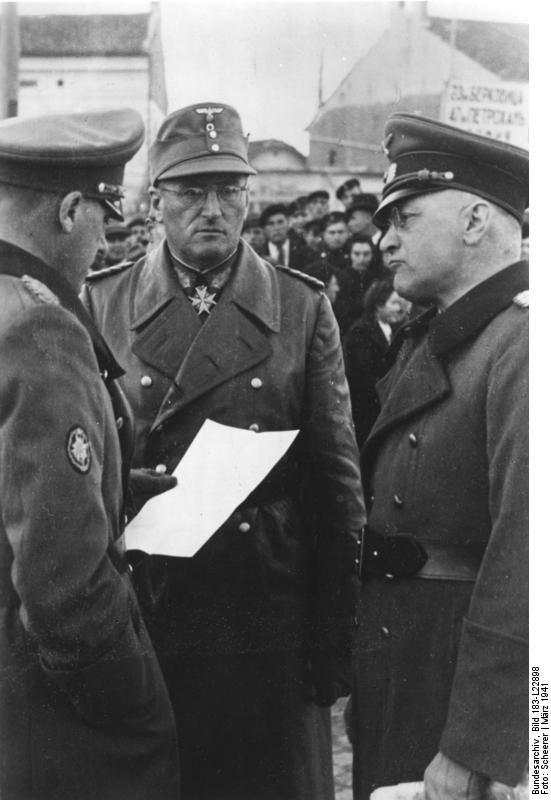
Schörner (uprostřed) v roce 1941 v Bulharsku

Schörner velel 98. horskému pluku při invazi do Polska v roce 1939. Během balkánského tažení v roce 1941 velel německé 6. horské divizi a za svou roli při prolomení Metaxasovy linie získal Rytířský kříž Železného kříže. S touto divizí se Schörner v červnu 1941 zúčastnil operace Barbarossa. Na východní frontě byla 6. horská divize přidělena k arktickým sektorům. V roce 1942 se jako generál der Gebirgstruppe ujal velení XIX. horského sboru, který byl součástí německé armády ve Finsku. S tímto velením se zúčastnil neúspěšného útoku na Murmansk a následné patové války. Schörnerovým úkolem bylo udržet Pečengské niklové závody v německých rukou. V únoru 1942 byl povýšen do hodnosti generálporučíka a velel horskému sboru v Norsku. Od listopadu 1943 do ledna 1944 na východní frontě velel 40. tankovému sboru. V březnu 1944 byl jmenován velitelem Skupiny armád A a v květnu velitelem Skupiny armád jižní Ukrajiny. I když prohlásil, že krymský přístav Sevastopol lze udržet v německých rukách, i kdyby samotný Krym padl, nakonec situaci přehodnotil a proti Hitlerově vůli Sevastopol evakuoval. K tomuto ústupu došlo příliš pozdě a německo-rumunská 17. armáda, která držela Krym, utrpěla těžké ztráty, přičemž mnoho mužů bylo zabito nebo zajato na molech při čekání na evakuaci. Koncem jara 1944 v Rumunsku dohlížel na ústup od řeky Dněstr.
V květnu 1944 byl Schörner povýšen do hodnosti generalobersta. V červenci se stal velitelem skupiny armád Sever, která byla později přejmenována na skupinu armád Kuronsko, kde zůstal až do ledna 1945, kdy byl jmenován velitelem skupiny armád Střed, která bránila Československo a horní tok řeky Odry. Stal se oblíbencem vysoce postavených nacistických vůdců, jako byl Joseph Goebbels, jehož deníkové záznamy z března a dubna 1945 obsahují mnoho slov chvály na Schörnerovy metody. Dne 5. dubna 1945 byl Schörner povýšen na polního maršála a v Hitlerově poslední závěti byl jmenován novým vrchním velitelem OKH (Vrchní velitelství německých pozemních sil). V této funkci sloužil až do bezpodmínečné kapitulace nacistického Německa 8. května 1945.
Když 7. května 1945 generál Alfred Jodl, náčelník štábu OKW (Vrchní velení ozbrojených sil), vyjednával kapitulaci všech německých sil v SHAEF, bylo zmíněno, že poslední zprávy o Schörnerovi jsou z 2. května, kdy oznámil, že má se svou skupinou armád Střed v úmyslu probojovat se na západ a vzdát se Američanům. Dne 8. května byl plukovník štábu OKW Wilhelm Meyer-Detring doprovázen americkými liniemi s cílem Schörnera kontaktovat. Schörner mezi tím nařídil pokračovat v boji proti Rudé armádě a proti českým obyvatelům, účastníkům Pražského povstání. Později téhož dne Schörner dezertoval, když s letadlem Fi 156 Storch odletěl do Rakouska, kde byl 18. května Američany zadržen. Jednotky skupiny armád Střed nadále odolávaly drtivé síle Rudé armády, která vstoupila na území Československa, během závěrečné Pražské ofenzívy. Jednotka skupiny armád Střed, byla poslední velkou německou jednotkou, která se vzdala a kapitulovala až 11. května 1945.

### Po válce
Po skončení války byl Schörner 18. května 1945 zadržen Američany, kteří ho o několik týdnů později předali sovětským úřadům jako válečného zajatce. V srpnu 1951 byl obviněn z válečných zločinů a v únoru 1952 ho Vojenská rada Nejvyššího soudu Sovětského svazu odsoudila k 25 letům vězení. Dekret prezidia Nejvyššího sovětu z dubna 1952 tento trest snížil na 12 a půl roku a dekret z prosince 1954 umožnil jeho vydání úřadům východního Německa kvůli jeho zdravotnímu stavu. V NDR byl v roce 1955 propuštěn na svobodu. Po návratu do západního Německa byl zvovu zatčen a obviněn z poprav německých vojáků obviněných z dezerce. Schörner byl shledán vinným ze zabití a pokusu o zabití, za což byl odsouzen ke čtyřem a půl letům vězení. Propuštěn byl 4. srpna 1960 a poté žil v ústraní v Mnichově až do své smrti 2. července 1973. V době své smrti byl posledním žijícím polním maršálem Třetí říše. Na konci 60. let poskytl italskému historikovi Mariovi Silvestrimu dlouhý rozhovor o své roli a činech během rakousko-německého vítězství v bitvě u Caporetta v první světové válce, ale o svém působení ve druhé světové válce hovořil jen zřídka.

## Hodnocení
Němečtí váleční veteráni obzvlášť kritizovali Schörnerův rozkaz z roku 1945, podle něhož všichni vojáci nalezení za frontovou linií bez písemného rozkazu k opuštění frontové linie, měli být na místě postaveni před vojenský soud a v případě shledání vinnými z dezerce oběšeni. Toto je zmíněno ve spisech Siegfrieda Knappeho, Hans von Lucka a Josepha Goebbelse. Gottlob Herbert Bidermann, německý důstojník pěchoty ze 132. pěší divize, který sloužil pod Schörnerovým velením v letech 1944–45, ve svých pamětech uvedl, že generálem důstojníci i vojáci opovrhovali. Také se o něm říkalo, že byl Hitlerovi oddaný, což dokazuje poslední vůle Adolfa Hitlera, v níž byl jmenován jeho nástupcem ve funkci vrchního velitele německé armády. Schörner v posledních týdnech války neváhal podpořit Hitlerovu fantazii a souhlasil s tím, že hlavním cílem Rudé armády bude Praha místo Berlína, což samo o sobě bylo kolosální strategickou chybou, která vedla k oslabení kriticky tenkých obranných linií před Berlínem. Schörner je v historické literatuře běžně prezentován jako prostý generál, otrocký oddaný rozkazům Adolfa Hitlera především v době, kdy Německo v druhé polovině války ustupovalo na obou frontách. Novější výzkum amerického historika Howarda Davise Griera a německého historika Karla-Heinze Friesera zobrazuje Schörnera jako talentovaného velitele s organizačními schopnostmi při řízení skupiny armád o 500 000 mužích během bojů na východní frontě koncem roku 1944. Zároveň ho označují jako krutého vůči nadřízeným i podřízeným, se sklony postavit se i proti Hitlerovým rozkazům, když to považoval za nutné, jako například evakuaci ostrova Saaremaa.

## Vojenská kariéra

### Data povýšení
- Gefreiter – 1. duben, 1912
- Unteroffizier – 1. srpen, 1912
- Vizefeldwebel der Reserve – 22. květen, 1913
- Offiziers-Stellvertreter – 28. srpen, 1914
- Leutnant der Reserve – 29. listopad, 1914
- Leutnant – 26. prosinec, 1917
- Oberleutnant – 15. červenec, 1918
- Hauptmann – 1. srpen, 1926
- Major – 14. srpen, 1934
- Oberstleutnant – 16. březen, 1937
- Propůjčena hodnost Oberst – 27. srpen, 1939
- Oberst – 30. leden, 1940
- Generalmajor – 17. prosinec, 1941
- Generalleuntant – 28. únor, 1942
- General der Gebirgstruppe – 15. květen, 1942
- Generaloberst – 20. květen, 1944
- Generalfeldmarschall – 5. duben, 1945

### Vyznamenání
- Rytířský kříž železného kříže – 20. duben, 1941
- Dubové ratolesti k rytířskému kříži železného kříže – 17. únor, 1944
- Meče k rytířskému kříži železného kříže – 28. srpen, 1944
- Diamanty k rytířskému kříži železného kříže – 1. leden, 1945
- Pour le Mérite – 5. prosinec, 1917
- Řád kříže svobody, I. třída s dubovou ratolestí – 1. červen, 1942
- Spona k pruskému železnému kříži I. třídy – 20. září, 1939
- Spona k pruskému železnému kříži II. třídy – 12. září, 1939
- Pruský železný kříž I. třídy – 27. leden, 1917
- Pruský železný kříž II. třídy – 22. prosinec, 1914
- Královský bavorský vojenský záslužný řád IV. třídy s meči – 11. říjen, 1915
- Královský bavorský válečný záslužný řád s meči a korunou – 24. říjen, 1917
- Císařský rakouský válečný záslužný kříž III. třídy s válečnou dekorací – 20. duben, 1916
- Zlatý stranický odznak – 30. leden, 1943
- Řád italské koruny, velitelský kříž – 2. srpen, 1938
- Královský bulharský řád Svatého Alexandera II. třídy s meči – 15. červenec, 1941
- Medaile za východní frontu – 20. srpen, 1942
- Kříž cti
- Odznak za zranění ve stříbře – 1918
- Sudetská pamětní medaile
- Rukávová páska „Kurland“
- |  |  Služební vyznamenání Wehrmachtu od IV. do II. třídy
- Zmíněn ve Wehrmachtbericht: 18. únor, 1944; 30. listopad, 1944; 1. leden, 1945; 5. duben, 1945; 9. květen, 1945